# Терський район (Кабардино-Балкарія)
Терський район (рос. Терский район) — муніципальне утворення у Кабардино-Балкарії.

## Адміністративний устрій
Складається із 18 сільських і 1 міського поселень.